# Panlong (köping i Kina, Sichuan, lat 31,24, long 104,52)
Panlong (kinesiska: 蟠龙镇, 蟠龙) är en köping i Kina. Den ligger i provinsen Sichuan, i den sydvästra delen av landet, omkring 78 kilometer nordost om provinshuvudstaden Chengdu.
Genomsnittlig årsnederbörd är 1 156 millimeter. Den regnigaste månaden är juli, med i genomsnitt 309 mm nederbörd, och den torraste är december, med 8 mm nederbörd.